# Anton van Wilderode
Cyriel Paul Coupé (né le 28 juin 1918 à Moerbeke – mort le 15 juin 1998 à Saint-Nicolas), est un écrivain et poète belge d'expression néerlandaise, connu sous le pseudonyme d’Anton van Wilderode.
Il a été ordonné prêtre le 21 mai 1944, et a obtenu un diplôme en philologie classique à l'université catholique de Louvain. De 1946 jusqu'à sa retraite en 1982, il a travaillé comme professeur à Saint-Nicolas au Séminaire Mineur de St. Joseph. Parmi ses élèves figuraient Paul Snoek et Tom Lanoye.
Il a fait ses débuts littéraires en 1939, avec la nouvelle Dis al (« C'est tout ») dans le magazine Nederland. Ses débuts comme poète suivront en 1943, avec le recueil de poèmes De moerbeitoppen ruischten.
Il a été cofondateur du magazine Podium (1943-1944). En 1947, il devient rédacteur en chef de Dietsche Warande en Belfort.
Sa poésie est caractérisée par l'utilisation d'une forme poétique traditionnelle et un langage clair, combiné avec un style romantique. Il a par ailleurs écrit de nombreux poèmes de circonstance, pour des occasions spéciales et des rassemblements, tels que les pèlerinages annuels à la Tour de l'Yser, ainsi que des scénarios pour la télévision.
Van Wilderode fut également actif comme traducteur, transposant dans sa langue maternelle plusieurs œuvres notamment de Virgile (les Bucoliques, les Géorgiques et l’Énéide) et d’Horace (diverses poésies), ainsi qu’une tragédie de Sophocle.

## Bibliographie

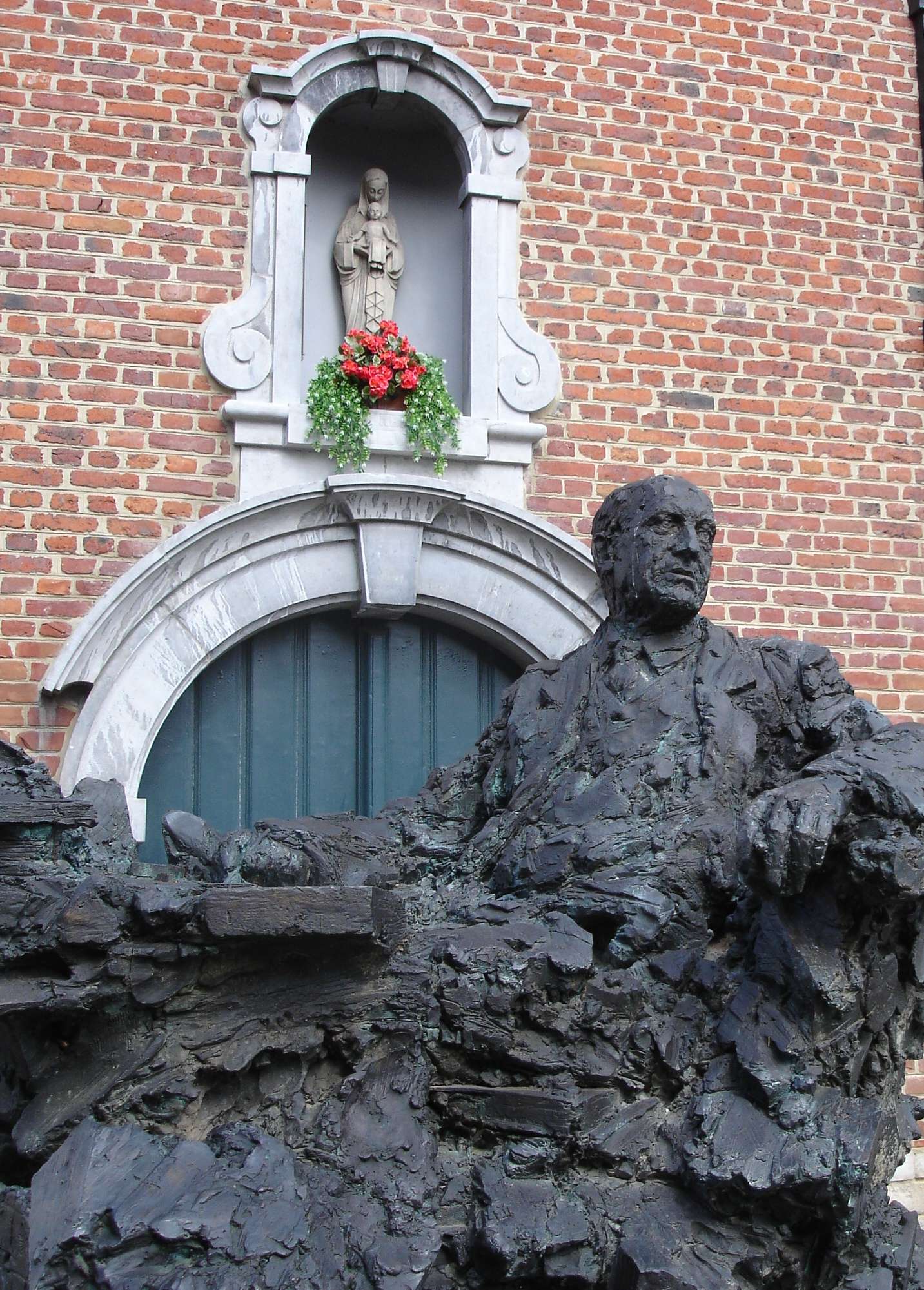
Anton van Wilderode devant le Séminaire Mineur de St. Joseph

## Traductions françaises
- L’Autre Rive [« De overoever »], Louvain, Belgique, Préf. Eugène Van Itterbeek, trad. Émile Lauf, Leuvense Schrijversaktie / Cahiers de Louvain, 1991, 144 p.
- Les Sept Dormants [« De Zeven slapers »], Louvain, Belgique, Trad. Émile Lauf, Leuvense Schrijversaktie / Cahiers de Louvain, 1991, 24 p.